# Campeonato Mundial de Atletismo Júnior de 1992
O Campeonato Mundial de Atletismo Júnior de 1992 foi a quarta edição do Campeonato Mundial de Atletismo Júnior. Foi realizado em Seul, Coreia do Sul, de 16 a 20 de setembro de 1992.

## Resultados

### Masculino
| Evento                | Ouro                                  | Ouro        | Prata                          | Prata    | Bronze                                       | Bronze   |
| --------------------- | ------------------------------------- | ----------- | ------------------------------ | -------- | -------------------------------------------- | -------- |
| 100 m                 | Ato Boldon · Trindade e Tobago        | 10.30       | Darren Campbell · Grã-Bretanha | 10.46    | Tony McCall · Estados Unidos                 | 10.49    |
| 200 m                 | Ato Boldon · Trindade e Tobago        | 20.63       | Darren Campbell · Grã-Bretanha | 20.87    | Glen Elferink · South Africa                 | 21.00    |
| 400 m                 | Deon Minor · Estados Unidos           | 45.75       | Rikard Rasmusson · Sweden      | 46.07    | Francis Ogola · Uganda                       | 46.16    |
| 800 m                 | Benson Koech · Kenya                  | 1:44.77 CR  | Lee Jin-Il · South Korea       | 1:46.34  | Brendan Hanigan · Australia                  | 1:47.26  |
| 1500 m                | Atoi Boru · Kenya                     | 3:37.94 CR  | Vénuste Niyongabo · Burundi    | 3:38.59  | Kevin Sullivan · Canada                      | 3:39.11  |
| 5000 m                | Haile Gebrselassie · Ethiopia         | 13:36.06 CR | Ismael Kirui · Kenya           | 13:36.11 | Hicham El Guerrouj · Morocco                 | 13:46.79 |
| 10 000 m              | Haile Gebrselassie · Ethiopia         | 28:03.99 CR | Josphat Ndeti · Kenya          | 28:46.95 | Yasuyuki Watanabe · Japan                    | 28:52.89 |
| 110 m B               | Yevgeniy Pechonkin · Equipa Unificada | 13.87       | Sven Göhler · Germany          | 13.98    | Igor Pintusevich-Babichev · Equipa Unificada | 14.08    |
| 400 m B               | Ashraf Saber · Italy                  | 50.02       | Sammy Biwot · Kenya            | 50.75    | William Porter · Estados Unidos              | 51.37    |
| 3000 m Obs.           | Mwangangi Muindi · Kenya              | 8:31.62     | Ayele Mezegebu · Ethiopia      | 8:32.43  | Stephen Chepseba · Kenya                     | 8:32:48  |
| Marcha atlética 10 km | Jefferson Pérez · Ecuador             | 40:42.66    | Jacek Müller · Poland          | 40:50.82 | Grzegorz Müller · Poland                     | 41:12.28 |
| 4 x 100 metros        | Grã-Bretanha                          | 39.21       | Estados Unidos                 | 39.59    | Nigeria                                      | 39.88    |
| 4 x 400 metros        | Estados Unidos                        | 3:06.11     | Jamaica                        | 3:06.58  | Japan                                        | 3:06.66  |
| Salto em altura       | Steve Smith · Grã-Bretanha            | 2.37 =CR    | Tim Forsyth · Australia        | 2.31     | Takahiro Kimino · Japan                      | 2.29     |
| Salto com vara        | Laurens Looije · Países Baixos        | 5.45        | Daniel Martí · Spain           | 5.40     | Okkert Brits · South Africa                  | 5.40     |
| Salto em distância    | Neil Chance · Estados Unidos          | 7.89        | Robert Thomas · Estados Unidos | 7.84     | Ivailo Mladenov · Bulgaria                   | 7.68     |
| Salto triplo          | Yoelbi Quesada · Cuba                 | 17.04 CR    | Osiris Mora · Cuba             | 17.03    | Ndabazinhle Mdhlongwa · Zimbabwe             | 16.57    |
| Arremesso de peso     | Yuri Bilonoh · Equipa Unificada       | 18.46       | Manuel Martínez · Spain        | 18.14    | Ralf Kahles · Germany                        | 17.97    |
| Disco                 | Brian Milne · Estados Unidos          | 58.28       | Frits Potgieter · South Africa | 56.28    | Marek Bílek · Checoslováquia                 | 54.86    |
| Dardo                 | Aki Parviainen · Finland              | 76.34       | Boris Henry · Germany          | 76.04    | Kostas Gatsioudis · Greece                   | 75.92    |
| Martelo               | Vadym Hrabovoyy · Equipa Unificada    | 73.00 CR    | Alberto Sánchez · Cuba         | 69.78    | Andrey Yevgenyev · Equipa Unificada          | 69.24    |
| Decatlo               | Raúl Duany · Cuba                     | 7403        | Bernhard Floder · Germany      | 7397     | Remco van Veldhuizen · Países Baixos         | 7313     |

### Feminino
| Evento               | Ouro                                  | Ouro        | Prata                                                                    | Prata    | Bronze                               | Bronze   |
| -------------------- | ------------------------------------- | ----------- | ------------------------------------------------------------------------ | -------- | ------------------------------------ | -------- |
| 100 m                | Nikole Mitchell · Jamaica             | 11.30       | Jacqueline Poelman · Países Baixos                                       | 11.44    | Merlene Frazer · Jamaica             | 11.49    |
| 200 m                | Hu Ling · China                       | 23.14       | Cathy Freeman · Australia                                                | 23.25    | Merlene Frazer · Jamaica             | 23.29    |
| 400 m                | Magdalena Nedelcu · Romania           | 51.84       | Claudine Williams · Jamaica                                              | 52.03    | Ionela Târlea · Romania              | 52.13    |
| 800 m                | Lu Yi · China                         | 2:02.91     | Chen Yumei · China                                                       | 2:03.14  | Kati Kovacs · Germany                | 2:03.81  |
| 1500 m               | Liu Dong · China                      | 4:05.14 CR  | Jackline Maranga · Kenya                                                 | 4:08.79  | Li Ying · China                      | 4:09.04  |
| 3000 m               | Zhang Linli · China                   | 8:46.86 CR  | Gabriela Szabo · Romania                                                 | 8:48.28  | Zhang Lirong · China                 | 8:48.45  |
| 10 000 m             | Wang Junxia · China                   | 32:29.90    | Gete Wami · Ethiopia                                                     | 32:41.57 | Sally Barsosio · Kenya               | 32:41.76 |
| 100 m B              | Gillian Russell · Jamaica             | 13.21       | Damaris Anderson · Cuba                                                  | 13.43    | Svetlana Laukhova · Equipa Unificada | 13.55    |
| 400 m B              | Georgeta Petra · Romania              | 58.03       | Erica Peterson · Canada                                                  | 58.09    | Wynsome Cole · Jamaica               | 58.15    |
| Marcha atlética 5 km | Gao Hongmiao · China                  | 21:20.03 CR | Jane Saville · Australia                                                 | 21:58.64 | Mika Ikatura · Japan                 | 22:25.58 |
| 4 x 100 metros       | Jamaica                               | 43.96       | Estados Unidos                                                           | 44.51    | Germany                              | 44.52    |
| 4 x 400 metros       | Romania                               | 3:31.57     | Jamaica                                                                  | 3:32.68  | Germany                              | 3:32.72  |
| Salto em altura      | Manuela Aigner · Germany              | 1.93        | Ina Gliznuta · Equipa Unificada · Svetlana Zalevskaya · Equipa Unificada | 1.88     |                                      |          |
| Salto em distância   | Erica Johansson · Sweden              | 6.65        | Nicole Devonish · Canada                                                 | 6.43     | Yu Huaxiu · China                    | 6.26     |
| Salto triplo         | Anja Vokuhl · Germany                 | 13.47       | Yamina Martínez · Cuba                                                   | 13.42    | Olena Hovorova · Equipa Unificada    | 13.29    |
| Arremesso de peso    | Wang Yawen · China                    | 18.05       | Zhang Zhiying · China                                                    | 18.03    | Olga Ilyina · Equipa Unificada       | 17.20    |
| Disco                | Bao Dongying · China                  | 58.34       | Zhang Cuilan · China                                                     | 57.10    | Sabine Fried · Germany               | 53.94    |
| Dardo                | Claudia Isaila · Romania              | 63.04       | Yvonne Reichardt · Germany                                               | 61.48    | Heli Tolkkinen · Finland             | 60.12    |
| Heptatlo             | Natalya Sazanovich · Equipa Unificada | 6038        | Kathleen Gutjahr · Germany                                               | 5668     | Regla Cárdenas · Cuba                | 5602     |